# Musa paracoccinea
Chuối rừng hoa đỏ da cam (Musa paracoccinea) là một loài thực vật có hoa trong họ Musaceae. Loài này được A.Z.Liu & D.Z.Li mô tả khoa học đầu tiên năm 2002.
Loài này tồn tại ở Việt Nam và là một trong bốn loài mang tên chuối rừng ở Việt Nam: Musa acuminata (chuối rừng, chuối hoang nhọn), Musa balbisiana (chuối rừng, chuối hột, chuối chát), Musa coccinea (chuối sen, chuối hoa rừng, chuối rừng hoa đỏ) và Musa paracoccinea (chuối rừng hoa đỏ da cam).